# Gadir-e Asb
Gadir-e Asb (perz. غدیر اسب) je slano jezero u središnjem Iranu, na sjeveru Isfahanske pokrajine odnosno oko 50 km istočno od Koma. Jezero je nepravilnog kvadratičnog oblika sa stranicama duljine 3,5 km odnosno približne površine od 11 km², dubine do 1,0 m i zapremnine od 5,5 milijuna m³, no navedene vrijednosti mogu bitno oscilirati ovisno o godišnjem dobu ili sušama zbog kojih ponekad potpuno ishlapi. Nadmorska visina jezera iznosi 787 m što je gotovo identično Namaku, velikom jezeru smještenom 20-ak km prema istoku s kojim dijeli slične limnološke osobine. Litoralni pojas prema istoku izrazito je blagog nagiba i od Namaka ga dijeli uzvisina od svega 5,0 m, dok je prema zapadu obala strmija zbog planinskih padina Kuh-e Taht-e Bozorga (944 m). Gadir-e Asb se vodom napaja prvenstveno pomoću južnih rukavaca rijeke Kom-Rud, dok je količina padalina zanemariva i iznosi 100-200 mm godišnje. Za vrijeme ljeta nakupljena voda brzo ishlapi ostavljajući iza sebe slanu bijelu ravan. Okolicom jezera prevladava hladna pustinjska klima (BWk) s prosječnom temperaturom od 17,5°C. Obale Gadir-e Asba nisu naseljene iako u njihovoj blizini postoji niz manjih farmi, a najbliža naselja su mu Kuluzu (10 km jugozapadno) i Hasanabad-e Miš-Mast (15 km zapadno). Flora i fauna uvjetovane su klimom odnosno visokim stupnjem saliniteta i uglavnom su istovjetne Namaku.

## Poveznice
- Zemljopis Irana
- Popis iranskih jezera

## Vanjske poveznice
Ostali projekti
|  | Zajednički poslužitelj ima još gradiva o temi Gadir-e Asb |